# Красносілківська сільська рада (Олександрівський район)
| Красносілківська сільська рада — колишній орган місцевого самоврядування у Олександрівському районі Кіровоградської області з адміністративним центром у с. Красносілка. Сільській раді були підпорядковані населені пункти: - с. Красносілка - с. Бандурове |

## Склад ради
Рада складалася з 12 депутатів та голови.

### Керівний склад ради
| ПІБ                          | Основні відомості                                                         | Дата обрання | Дата звільнення |
| ---------------------------- | ------------------------------------------------------------------------- | ------------ | --------------- |
| Богаченко Іван Олександрович | Сільський голова, 1956 року народження, освіта, безпартійний              | 26.03.2006   | 31.10.2010      |
| Богаченко Іван Олександрович | Сільський голова, 1956 року народження, освіта вища, член народної партії | 31.10.2010   |                 |

Примітка: таблиця складена за даними джерела

## Населення
Згідно з переписом УРСР 1989 року чисельність наявного населення сільської ради становила 1568 осіб, з яких 643 чоловіки та 925 жінок.
За переписом населення України 2001 року в сільській раді мешкало 1356 осіб.

### Мова
Розподіл населення за рідною мовою за даними перепису 2001 року:
| Мова       | Відсоток |
| ---------- | -------- |
| українська | 97,79 %  |
| російська  | 1,62 %   |
| молдовська | 0,29 %   |
| білоруська | 0,15 %   |
| польська   | 0,07 %   |